# Fabro
Fabro település Olaszországban, Terni megyében. Lakosainak száma 2603 fő (2023. január 1.). Fabro Allerona, Cetona, Città della Pieve, Ficulle, Montegabbione, Monteleone d’Orvieto és San Casciano dei Bagni községekkel határos.

## Népesség
A település népességének változása:
| Lakosok száma | 2859 | 2828 | 2603 |
|               | 2017 | 2018 | 2023 |